# 2010年バンクーバーオリンピックのフィギュアスケート競技
2010年バンクーバーオリンピックのフィギュアスケート競技（2010ねんバンクーバーオリンピックのフィギュアスケートきょうぎ）は、2010年カナダ開催の2010年バンクーバーオリンピック競技会にて実施された、フィギュアスケートの国際競技会である。

## 概要
2010年バンクーバーオリンピックのフィギュアスケート競技は、国際オリンピック委員会の統括のもとで国際スケート連盟が管理進行し、カナダ・バンクーバーのパシフィック・コロシアムにて男子シングル、女子シングル、ペア及びアイスダンスの4種目が実施された。
アイスダンス種目でカナダのテッサ・ヴァーチュ - スコット・モイア 組 が優勝し、この種目ではじめてヨーロッパ以外からの金メダリストとなった。他種目でもヨーロッパ選手の金メダル獲得はなく、女子シングルでは事実上の優勝争いとなる最終滑走グループに入らなかった。アジア各国からのメダリストが全12組中5組を占め、申雪 / 趙宏博 組がペア種目の金メダルを、髙橋大輔が男子シングル種目のメダルを初めてアジアにもたらした。また 申雪 / 趙宏博 組、女子シングルの金妍兒は、それぞれ中国、韓国にフィギュアスケート競技初めての金メダルをもたらした。アフリカ、南アメリカからは事前の予選大会への出場に止まり本大会進出はなかった。
継続記録においては、旧ソ連時代から続き全開催回のアイスダンス種目でメダルを獲得しているロシアが今大会でも記録を継続させた。一方でペア種目連覇記録は12で終了し、また全種目において金メダルを獲得出来なかったのは1960年スコーバレーオリンピック以来14大会振りとなった。またアメリカが女子シングル種目で1964年インスブルックオリンピック以来13大会ぶりのメダル無しに終わった。

## 出場選手選考と資格
出場枠が各国に対して与えられ、出場選手は各国により選出された。
各種目ごと各国に対して与えられた出場枠は、2009年3月に開催された世界フィギュアスケート選手権および2009年10月に開催された2009年ネーベルホルン杯の成績により1ないし3と決められた。
なお各種目ごとに選手定員が定められており、上記大会で成績下位の国には出場枠が与えられていない。
| 大会＼種目                   | 男子シングル | 女子シングル | ペア | アイスダンス |
| ---------------------------- | ------------ | ------------ | ---- | ------------ |
| 世界選手権 (2009年3月)       | 24           | 24(22)       | 16   | 19           |
| ネーベルホルン杯 (2009年9月) | 6            | 6(8)         | 4    | 5            |
| 今大会の選手定数             | 30           | 30           | 20   | 24           |

世界選手権の成績により今大会の女子シングルに2枠の出場権を得たグルジア（現ジョージア）とスイスは、それぞれ1枠分を返上した。これらはネーベルホルン杯の成績で決められた補欠国に順次与えられたが、その中でイスラエルとチェコも出場を辞退し、最終的にウズベキスタンとオーストラリアが出場枠を得た。アイスダンスに出場権を得たリトアニアは選手を出場させなかった。
競技出場には2009年7月1日時点で15歳以上という年齢制限が課された。

## 競技日程
| 日時          | 開演  | 終了  | 種目                               |
| ------------- | ----- | ----- | ---------------------------------- |
| 2010年2月14日 | 16:30 | 19:55 | ペア・ショートプログラム           |
| 2010年2月15日 | 17:00 | 20:55 | ペア・フリースケーティング         |
| 2010年2月16日 | 16:15 | 20:45 | 男子シングル・ショートプログラム   |
| 2010年2月18日 | 17:00 | 21:05 | 男子シングル・フリースケーティング |
| 2010年2月19日 | 16:45 | 20:05 | アイスダンス・コンパルソリーダンス |
| 2010年2月21日 | 16:15 | 19:45 | アイスダンス・オリジナルダンス     |
| 2010年2月22日 | 16:45 | 20:55 | アイスダンス・フリーダンス         |
| 2010年2月23日 | 16:30 | 21:00 | 女子シングル・ショートプログラム   |
| 2010年2月25日 | 17:00 | 20:55 | 女子シングル・フリースケーティング |
| 2010年2月27日 | 16:30 | 19:00 | エキシビジョン                     |

- 日時は現地時間（太平洋標準時）
- 太字は決勝

### リンクコンディション
ペア競技に出場したアリオナ・サフチェンコは、交互に実施されるショートトラック競技とで理想とされる氷温が異なることを指摘しつつ「ぬかるむようなおかしな感じ」と述べた。
上記日程中、競技のない日にはショートトラック競技と、フィギュアスケート競技の会場練習が行われた。

## 競技結果
詳細はそれぞれ以下を参照。
- 2010年バンクーバーオリンピックのフィギュアスケート競技・男子シングル
- 2010年バンクーバーオリンピックのフィギュアスケート競技・女子シングル
- 2010年バンクーバーオリンピックのフィギュアスケート競技・ペア
- 2010年バンクーバーオリンピックのフィギュアスケート競技・アイスダンス

### 成績一覧
- 8位以上は入賞
- 25位以下はフリースケーティングに進出できず

| 順位 | 男子シングル                 | 女子シングル                   | ペア                                              | アイスダンス                                          |
| ---- | ---------------------------- | ------------------------------ | ------------------------------------------------- | ----------------------------------------------------- |
| 1    | エヴァン・ライサチェク       | 金妍兒                         | 申雪 and 趙宏博                                   | テッサ・ヴァーチュ and スコット・モイア               |
| 2    | エフゲニー・プルシェンコ     | 浅田真央                       | 龐清 and 佟健                                     | メリル・デイヴィス and チャーリー・ホワイト           |
| 3    | 髙橋大輔                     | ジョアニー・ロシェット         | アリオナ・サフチェンコ and ロビン・ゾルコーヴィ   | オクサナ・ドムニナ and マキシム・シャバリン           |
| 4    | ステファン・ランビエール     | 長洲未来                       | 川口悠子 and アレクサンドル・スミルノフ           | タニス・ベルビン and ベンジャミン・アゴスト           |
| 5    | パトリック・チャン           | 安藤美姫                       | 張丹 and 張昊                                     | フェデリカ・ファイエラ and マッシモ・スカリ           |
| 6    | ジョニー・ウィアー           | ラウラ・レピスト               | ジェシカ・デュベ and ブライス・デイヴィソン       | イザベル・ドロベル and オリヴィエ・シェーンフェルダー |
| 7    | 織田信成                     | レイチェル・フラット           | マリア・ムホルトワ and マキシム・トランコフ       | ナタリー・ペシャラ and ファビアン・ブルザ             |
| 8    | 小塚崇彦                     | 鈴木明子                       | タチアナ・ボロソジャル and スタニスラフ・モロゾフ | シネイド・ケアー and ジョン・ケアー                   |
| 9    | ジェレミー・アボット         | アリョーナ・レオノワ           | アナベル・ラングロワ and コディ・ヘイ             | ヤナ・ホフロワ and セルゲイ・ノビツキー               |
| 10   | ミハル・ブジェジナ           | クセニヤ・マカロワ             | アマンダ・エボラ and マーク・ラドウィッグ         | アレクサンドラ・ザレツキー and ロマン・ザレツキー     |
| 11   | デニス・テン                 | キーラ・コルピ                 | ベラ・バザロワ and ユーリ・ラリオノフ             | エミリー・サミュエルソン and エヴァン・ベイツ         |
| 12   | フローラン・アモディオ       | シンシア・ファヌフ             | ニコーレ・デラ・モニカ and ヤニック・ココン       | アンナ・カッペリーニ and ルカ・ラノッテ               |
| 13   | アルチョム・ボロデュリン     | 郭珉整                         | ケイディー・デニー and ジェレミー・バレット       | ホフマン・ノーラ and マキシム・ザボジン               |
| 14   | ハビエル・フェルナンデス     | エレーネ・ゲデヴァニシヴィリ   | ヴァネッサ・ジェームス and ヤニック・ボヌール     | ヴァネッサ・クローン and ポール・ポワリエ             |
| 15   | アドリアン・シュルタイス     | サラ・マイアー                 | アナイー・モラン and アントワーヌ・ドルザ         | エカテリーナ・ボブロワ and ドミトリー・ソロビエフ     |
| 16   | ブライアン・ジュベール       | カロリーナ・コストナー         | ステイシー・ケンプ and デヴィッド・キング         | アンナ・ザドロズニュク and セルゲイ・ベルビーロ       |
| 17   | ケビン・ヴァン・デル・ペレン | シェベシュチェーン・ユーリア   | マイリン・ハウシュ and ダニエル・ヴェンデ         | キャシー・リード and クリス・リード                   |
| 18   | サミュエル・コンテスティ     | ザラ・ヘッケン                 | ヨアンナ・スレイ and マテウシュ・フルシチンスキー | クリスティーナ・バイアー and ウィリアム・バイアー     |
| 19   | トマシュ・ベルネル           | 劉艶                           | マリヤ・セルゲエワ and イリヤ・グレボフ           | 黄欣彤 and 鄭汛                                       |
| 20   | パオロ・バッキーニ           | チェルシー・リー               | エカテリーナ・コステンコ and ロマン・タラン       | ペニー・クームズ and ニコラス・バックランド           |
| 21   | ヴィクトール・ファイファー   | エレーナ・グレボワ             |                                                   | カミラ・ハーイコバー and ダビト・ビンツォウル         |
| 22   | シュテファン・リンデマン     | ソニア・ラフエンテ             |                                                   | アリソン・リード and オタル・ジャパリゼ               |
| 23   | ヴォーン・チピアー           | アナスタシア・ギマゼトディノワ |                                                   | イリーナ・シュトルク and タービ・ラント               |
| 24   | アントン・コワレフスキー     | トゥーバ・カラデミル           |                                                   |                                                       |
| 25   | リ・ソンチョル               | イザベル・ピエマン             |                                                   |                                                       |
| 26   | アブザル・ラクムハリエフ     | ミリアム・ツィーグラー         |                                                   |                                                       |
| 27   | グレゴール・ウルバス         | テオドラ・ポシュティッチ       |                                                   |                                                       |
| 28   | プシェミスワフ・ドマンスキー | イヴァナ・レイトマエロヴァ     |                                                   |                                                       |
| 29   | ゾルターン・ケレメン         | ジェナ・マッコーケル           |                                                   |                                                       |
| 30   | アリ＝ペッカ・ヌルメンカリ   | アンナ・ユルキェビッチ         |                                                   |                                                       |

### 各国メダル数
| 順 | 国・地域       | 金 | 銀 | 銅 | 計 |
| -- | -------------- | -- | -- | -- | -- |
| 1  | アメリカ合衆国 | 1  | 1  | 0  | 2  |
| 1  | 中国           | 1  | 1  | 0  | 2  |
| 3  | カナダ         | 1  | 0  | 1  | 2  |
| 4  | 韓国           | 1  | 0  | 0  | 1  |
| 5  | ロシア         | 0  | 1  | 1  | 2  |
| 5  | 日本           | 0  | 1  | 1  | 2  |
| 7  | ドイツ         | 0  | 0  | 1  | 1  |